# Franciszek Stoch

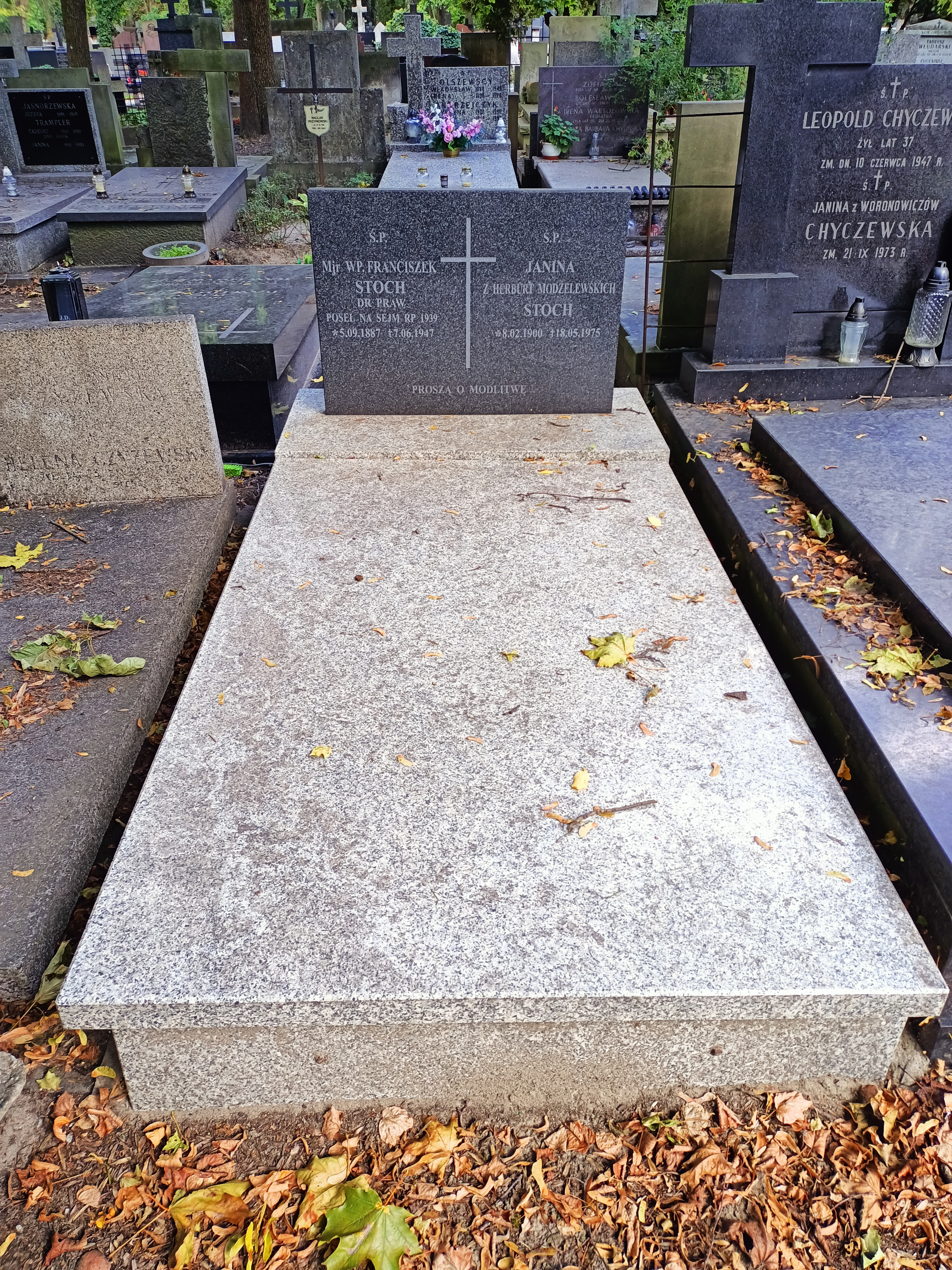
Grób Franciszka Stocha na Cmentarzu Powązkowskim w Warszawie

Franciszek Stoch (ur. 5 września 1887 w Dobczycach, zm. 7 czerwca 1947) – polski doktor prawa, major audytor Wojska Polskiego, poseł na Sejm V kadencji 1938–1939.

## Życiorys
Urodził się 5 września 1887 roku w Dobczycach. Od 1914 roku pełnił służbę w szeregach Legionów Polskich. 25 czerwca 1915 roku awansował na chorążego, a 1 listopada 1916 roku na podporucznika. 1 lipca 1916 roku pełnił służbę w Komendzie Placu w Wiedniu (komendantem placu był major Roman Albinowski, a komendzie pełnili służbę podporucznik doktor Adolf Maciesza i podporucznik hrabia Władysław Michałowski). W sierpniu 1916 roku został przeniesiony do 3 Pułku Piechoty Legionów. W kwietniu 1917 roku w Warszawie na Wyższym Kursie Szkoły Żandarmerii wykładał instrukcję służbową żandarmerii i przepisy kancelaryjne. 5 maja 1917 roku został czasowo odkomenderowany do Sądu Polowego Komendy Legionów Polskich w Warszawie w charakterze instruktora prawnego. 3 sierpnia 1917 roku został przeniesiony z 3 Pułku Piechoty do Komendy Kursu Wyćwiczenia Nr 3 w Ostrowi na stanowisko adiutanta.
7 grudnia 1918 roku został mianowany dowódcą Żandarmerii przy Okręgu Generalnym Lubelskim z uprawnieniami dyscyplinarnymi pułkownika. Od 17 czerwca do 1 lipca 1919 roku był naczelnikiem Wydziału III Komendy Głównej Policji Państwowej. W lipcu 1919 roku powrócił na stanowisko dowódcy Dywizjonu Żandarmerii Wojskowej Nr 2 w Lublinie. 15 stycznia 1921 roku został przeniesiony do korpusu oficerów sądowych.
W latach 1923–1924 był oficerem rezerwy Korpusu Sądowego, zweryfikowanym w stopniu majora ze starszeństwem z 1 czerwca 1919 roku. W 1934 roku pozostawał w ewidencji Powiatowej Komendy Uzupełnień Lublin-Miasto. Zajmował wówczas 5. lokatę na liście starszeństwa oficerów Korpusu Sądowego, w stopniu majora ze starszeństwem z 1 czerwca 1919 roku. W dwudziestoleciu międzywojennym prowadził praktykę adwokacką w Lublinie. Mieszkał przy Alejach Racławickich 6 w Lublinie. W 1925 został prezesem lubelskiego oddziału Związku Oficerów Rezerwy RP, należał do Ligi Morskiej i Kolonialnej, Polskiego Towarzystwa Gimnastycznego „Sokół” w Lublinie, Straży Narodowej, Obozu Wielkiej Polski. 28 maja 1934 stanął na czele lubelskiej Placówki Obozu Narodowo-Radykalnego. 6 listopada 1938 roku został wybrany na posła do Sejmu V kadencji z Okręgu nr 39 Łuków, otrzymując 58.727 głosów. 28 listopada 1938 roku złożył ślubowanie poselskie. W trakcie swojej pracy występował w sposób bardzo barwny, często wręcz obraźliwy, przy czym istotnym elementem jego wniosków i interpelacji było ograniczenie uprawnień obywatelskich Żydów i "usunięcie mas żydowskich z Polski".
W czasie powstania warszawskiego pełnił służbę w Szpitalu Polowym na ulicy Hożej 39/41.
Franciszek Stoch był żonaty z Janiną z Herburt Modzelewskich (ur. 8 lutego 1900, zm. 18 maja 1975).